# Anna Diamantopoulou
Anna Diamantopoulou (in lingua greca Άννα Διαμαντοπούλου) (Kozani, 26 febbraio 1959) è una politica greca, esponente del PASOK.
È stata ministro e commissario europeo.

## Biografia
Diamantopoulou si laureò in ingegneria civile presso l'università di Salonicco nel 1981, e lavorò come ingegnere fino al 1985. All'età di 25 anni Diamantopoulou divenne prefetto di Kastoria, fu la più giovane persona a ricoprire l'incarico fino ad allora. Tra il 1989 e il 1993 lavorò come direttore di una società di consulenza per lo sviluppo regionale, e tra il 1991 e il 1993 svolse un master in sviluppo regionale alla Panteion University di Atene. Nel 1993 fu nominata presidente dell'Organizzazione greca delle piccole e medie imprese EOMMEX.

## Carriera politica
Nel 1990 Diamantopoulou divenne membro del comitato centrale del PASOK. Nel 1996 fu eletta membro del Parlamento in rappresentanza del collegio di Kozani. Fu nominata vice ministro dello sviluppo, incaricata di occuparsi delle privatizzazioni e delle ristrutturazioni aziendali. Svolse l'incarico fino al settembre 1999, quando entrò in carica come commissario europeo della Grecia nell'ambito della Commissione Prodi.

### Commissario europeo (1999-2004)
A Diamantopoulou fu assegnato il portafoglio dell'occupazione e degli affari sociali. Come commissario Diamantopulou promosse l'adozione dell'agenda per la politica sociale, iniziative per le pari opportunità tra uomini e donne, per il miglioramento delle condizioni di lavoro e per il contrasto all'esclusione sociale. Promosse la strategia europea per l'occupazione, la politica europea contro la povertà, il libro bianco sulla responsabilità sociale d'impresa, il completamento della tessera europea di assicurazione malattia e l'avvio del coordinamento per la riforma dei sistemi previdenziali nazionali.
Dopo essere stata eletta membro del Parlamento greco il 7 marzo 2004, il 10 marzo Diamantopoulou si dimise dalla Commissione europea. Le subentrò Stavros Dimas.

### Ministro (2009-2012)
Diamantopoulou fu rieletta membro del Parlamento nel 2007 e nel 2009. Tra il 2005 e il 2008 fece parte del comitato politico del PASOK. Tra il 2007 e il 2009 Diamantopoulou fu ministro ombra dell'istruzione, poi nell'ottobre 2009 fu nominata ministro dell'istruzione, della formazione permanente e degli affari religiosi nell'ambito dei governi guidati da George Papandreou e Lucas Papademos. Nel marzo 2012 fu nominata ministro dello sviluppo, della competitività e della marina; svolse l'incarico fino alle elezioni del maggio 2012.

## Vita personale
Diamantopoulou è sposata e ha un figlio.